# Massacro di Rathlin
Il massacro di Rathlin ebbe luogo nell'omonima isola (Rathlin) al largo della costa irlandese il 26 luglio 1575, quando le forze inglesi uccisero più di 600 scozzesi e irlandesi durante le c.d. "Rivolte dei Desmond" (v. Riconquista Tudor dell'Irlanda).

## Il massacro
L'isola di Rathlin (Irlanda) fu spesso utilizzata come rifugio per le sue difese naturali e le sue coste rocciose: quando il vento soffiava da ovest, in passato era quasi impossibile sbarcarvi. Era anche un rispettato asilo in quanto antica dimora di San Columba.
Installandosi nel castello di Rathlin, i MacDonnells di Antrim fecero dell'isola la loro base per resistere all'Enterprise dell'Ulster. Il loro capo militare, Sorley Boy MacDonnell (in gaelico scozzese Somhairle Buidhe Mac Domhnaill) e altri scozzesi avevano anche deciso d'inviarvi mogli, figli, anziani e malati per motivi di sicurezza.
Agendo su istruzioni di Sir Henry Sidney e di Walter Devereux, I conte di Essex, Sir Francis Drake e Sir John Norreys attaccarono il castello di Rathlin nel luglio 1575. Drake sparò con due cannoni alle mura del castello e, quando queste cedettero, Norreys ordinò un attacco diretto il 25 luglio. La Guarnigione gaelica si arrese a Norreys che, una volta evacuato il castellano e gli altri notabili, ordinò l'eccidio dei soldati. Il giorno dopo (26 luglio 1575) Norreys scacciò dalle grotte vecchi, malati, fanciulli e donne. Nonostante la resa, furono uccisi in tutto 200 difensori e più di 400 civili tra uomini, donne e bambini. Drake fu anche incaricato di impedire alle navi di rinforzo scozzesi di raggiungere l'isola.
L'intera famiglia di Sorley Boy MacDonnell morì nel massacro. Essex, mandante della strage, si vantò con Francis Walsingham, il segretario e il capo del servizio segreto elisabettiano, che MacDonnell aveva dovuto assistere impotente al massacro dalla terraferma prossimo "ad impazzire dal dolore".

## Conseguenze
La presa di Rathlin non ebbe la minima rilevanza sul piano militare.

Norreys rimase sull'isola cercando invano di trasformare il castello in un presidio inglese salvo poi tornarsene a Carrickfergus nel settembre del 1575. Drake non fu pagato per difendere l'isola perciò se ne partì con le sue navi.